# Megapedion lefebvrei
Megapedion lefebvrei là một loài bọ cánh cứng trong họ Cerambycidae.